# Крижук Дмитро Вікторович
Дмитро́ Ві́кторович Крижук — солдат Збройних сил України, учасник російсько-української війни. На виборах у 2015 році обраний головою Хмелівківської сільської ради.

## Біографія
Народився Дмитро Крижук у селі Хмелівка. Закінчив місцеву школу, на вересень 2014 року не працював. У вересні 2014 року отримав повістку до військомату, і без затримки прибув на мобілізацію, повідомивши рідних, що ховатись від призову не буде. Після мобілізації проходив службу у 80-й окремій десантній бригаді (пізніше перейменованій на 81-й). Під час російської збройної агресії брав участь у обороні Донецького аеропорту. 19 січня 2015 року дістав поранення, але після лікування в госпіталі повернувся на службу. У вересні 2015 року Дмитро Крижук був демобілізований. Після демобілізації зайнявся громадською діяльністю, став активним членом організації ветеранів, учасників та інвалідів АТО; разом із двома іншими бойовими побратимами — Юрієм Хомичем та Юрієм Степанюком, взяв участь у врученні нагороди «За оборону Донецького аеропорту» батькам загиблого нововолинця Вадима Демчука. У жовтні Дмитро Крижук за підтримки ВО «Батьківщина» був висунутий кандидатом на посаду голови Хмелівківської сільської ради та кандидатом у депутати районної ради. 25 жовтня 2015 року на чергових виборах Дмитра Крижука обрано головою сільської ради. Після виборів Дмитра Крижука також введено до складу колегії при Володимир-Волинській районній адміністрації. Після входження сільської ради до складу Зимнівської ОТГ Дмитро Крижук став виконувачем обов'язків сільського старости.

## Нагороди
31 липня 2015 року — за особисту мужність і героїзм, виявлені у захисті державного суверенітету та територіальної цілісності України, вірність військовій присязі під час російсько-української війни, відзначений — нагороджений орденом «За мужність» III ступеня.